# IEEE 802.1aq

Shortest Path Bridging (IEEE 802.1aq)

Shortest Path Bridging (SPB), especificado no standard IEEE 802.1aq, é uma tecnologia para redes de computação que permite simplificar a criação e configuração das mesmas, enquanto permite routing por múltiplos caminhos.
Shortest Path Bridging é a substituição para os antigos protocolos de Spanning Tree (IEEE 802.1D STP, IEEE 802.1s RSTP, IEEE 802.1s MSTP), que permitem apenas um único caminho desde a root bridge e que bloqueiam qualquer caminho redundante que possa resultar num loop de Nível 2. SPB assegura que todos os caminhos com o mesmo custo fiquem activos, enquanto proporciona topologias de Nível 2 de maior dimensão (até 16 milhões comparando com o tradicional limite de 4096 VLANs utilizando 802.1Q). Os tempos de convergência são mais rápidos, e incrementa a eficiência de topologias em mesh através do aumento de largura de banda e redundância entre todos os dispositivos. Permite que o tráfego seja balanceado através de todos os caminhos de uma rede mesh. Para melhorar a resiliência no nível de acesso, SPB pode ser integrado com funcionalidades de agregação de ligações, tais como o standard 802.1AX e implementações proprietárias de MC-LAG.
Esta tecnologia permite criar redes lógicas Ethernet em infra-estruturas nativas Ethernet, utilizando um protocolo link state para anunciar a topologia e os membros lógicos da rede. Os pacotes são encapsulados no acesso em MAC-in-MAC 802.1ah ou pacotes tagged 802.1Q/802.1ad e transportados apenas para os outros membros pertencentes à sua rede lógica. São suportados unicast, multicast e broadcast e todo o routing é efectuado simetricamente pelos melhores caminhos (shortest paths).
O plano de controlo é baseado em Intermediate System to Intermediate System (IS-IS), utilizando ainda pequenas extensões definidas no RFC 6329.
Uma definição mais completa está disponível em Inglês.